# 小行星5022
小行星5022（5022 Roccapalumba）是一颗围绕太阳公转的小行星。1984年4月23日，華特·費雷里在拉西拉天文台发现了此天体。
这颗小行星的绝对星等为69.2439502144388等。